# Stenoxenus fulvus
Stenoxenus fulvus är en tvåvingeart som beskrevs av Oskar Augustus Johannsen 1927. Stenoxenus fulvus ingår i släktet Stenoxenus och familjen svidknott.
Artens utbredningsområde är Peru. Inga underarter finns listade i Catalogue of Life.